# Workers 被災地に起つ
『Workers 被災地に起つ』（ワーカーズ ひさいちにたつ）は、2018年の日本のドキュメンタリー映画。監督は森康行、ナレーターは山根基世。

## 内容
- 2018年／89分／ドキュメンタリー
- 監督：森康行
- 企画：田中羊子、横山哲平
- ナレーター：山根基世
- 配給：一般社団法人 日本社会連帯機構／日本労働者協同組合(ワーカーズコープ)連合会
- 制作著作：日本労働者協同組合(ワーカーズコープ)連合会・センター事業団